# 40 Piscium
40 Piscium är en orange stjärna som ligger i Fiskarnas stjärnbild.
40 Piscium har visuell magnitud +6,60 och kräver fältkikare för att kunna observeras. Stjärnan befinner sig på ett avstånd av ungefär 530 ljusår.